# Margaret O'Brien
Margaret O'Brien (n. Maxine O'Brien, cunoscută și ca Angela Maxine O'Brien, n. 15 ianuarie 1937, San Diego, California, SUA) este o actriță americană de film, radio, televiziune și teatru. A început o carieră prolifică ca actriță pentru copii în filme de lung metraj pentru Metro-Goldwyn-Mayer la vârsta de 4 ani. O'Brien a devenit una dintre cele mai populare vedete-copii din istoria cinematografiei și a fost onorată cu Premiul Oscar onorific (Premiul Juvenil al Academiei), ca actriță-copil, în 1944. În cariera ei ulterioară, ea a apărut la televizor, în teatru și în roluri secundare de film. 

## Filmografie
| An        | Film                                  | Rol                             | Alte note                                                                     |
| --------- | ------------------------------------- | ------------------------------- | ----------------------------------------------------------------------------- |
| 1941      | Babes on Broadway                     | Maxine, Little Girl at Audition | Nemenționată                                                                  |
| 1942      | Journey for Margaret                  | Margaret White                  |                                                                               |
| 1943      | You, John Jones!                      | Their daughter                  | Scurtmetraj                                                                   |
| 1943      | Dr. Gillespie's Criminal Case         | Margaret                        |                                                                               |
| 1943      | Thousands Cheer                       | Customer in Red Skelton Skit    |                                                                               |
| 1943      | Madame Curie                          | Irene Curie (at age 5)          |                                                                               |
| 1943      | Lost Angel                            | Alpha                           |                                                                               |
| 1944      | Jane Eyre                             | Adèle Varens                    |                                                                               |
| 1944      | The Canterville Ghost                 | Lady Jessica de Canterville     |                                                                               |
| 1944      | Meet Me in St. Louis                  | 'Tootie' Smith                  | Academy Juvenile Award                                                        |
| 1944      | Music for Millions                    | Mike                            |                                                                               |
| 1945      | Our Vines Have Tender Grapes          | Selma Jacobson                  |                                                                               |
| 1946      | Bad Bascomb                           | Emmy                            |                                                                               |
| 1946      | Three Wise Fools                      | Sheila O'Monahan                |                                                                               |
| 1947      | The Unfinished Dance                  | 'Meg' Merlin                    |                                                                               |
| 1948      | Big City                              | Midge                           |                                                                               |
| 1948      | Tenth Avenue Angel                    | Flavia Mills                    |                                                                               |
| 1949      | Little Women                          | Beth March                      |                                                                               |
| 1949      | The Secret Garden                     | Mary Lennox                     |                                                                               |
| 1951      | Her First Romance                     | Betty Foster                    |                                                                               |
| 1952      | Futari no hitomi                      | Katherine McDermott             | titlu în SUA: Girls Hand in Hand                                              |
| 1956      | Glory                                 | Clarabel Tilbee                 |                                                                               |
| 1958      | Little Women                          | Beth March                      | film TV muzical CBS                                                           |
| 1960      | Heller in Pink Tights                 | Della Southby                   |                                                                               |
| 1962      | Dr. Kildare                           | Nurse Lori Palmer               | "The Dragon"; Sez. 1, Ep. 20, premiera 15 februarie 1962                      |
| 1963      | Perry Mason                           | Virginia Trent                  | "The Case of the Shoplifter's Shoe"; Sez. 6, Ep. 13, premiera 3 ianuarie 1963 |
| 1965      | Agente S 3 S operazione Uranio        |                                 |                                                                               |
| 1967      | Combat!                               | Marianne Fraisnet               | "Entombed" Sez. 5, Ep. 16, premiera 3 ianuarie 1967                           |
| 1970      | Adam-12                               | Mrs. Pendleton                  | "Log 85: Sign of the Twins"; Sez. 3, Episodul 12, premiera 26 decembrie 1970  |
| 1974      | Annabelle Lee                         |                                 |                                                                               |
| 1974      | Diabolique Wedding                    |                                 | AKA Diabolic Wedding                                                          |
| 1974      | That's Entertainment!                 | Rolul ei, imagini de arhivă     |                                                                               |
| 1977      | Testimony of Two Men                  | Flora Eaton                     | Miniserial TV                                                                 |
| 1981      | Amy                                   | Hazel Johnson                   | AKA Amy on the Lips                                                           |
| 1991      | Murder, She Wrote                     | Florence                        | Episodul: "Who Killed J.B. Fletcher?"                                         |
| 1996      | Sunset After Dark                     |                                 |                                                                               |
| 1998      | Creaturealm: From the Dead            | Rolul ei                        | Segment: Hollywood Mortuary                                                   |
| 2000      | Child Stars: Their Story              | Rolul ei                        | AKA Child Stars                                                               |
| 2002      | Dead Season                           | Friendly Looking Lady           |                                                                               |
| 2004      | The Mystery of Natalie Wood           | Rolul ei                        |                                                                               |
| 2005      | Boxes                                 | Rolul ei                        | Scurtmetraj                                                                   |
| 2006      | Store                                 | Rolul ei                        |                                                                               |
| 2009      | Dead in Love                          | Cris                            |                                                                               |
| 2009–2011 | Project Lodestar Sagas                | Livia Wells                     |                                                                               |
| 2010      | Frankenstein Rising                   |                                 |                                                                               |
| 2010      | Elf Sparkle and the Special Red Dress | Mrs. Claus (voce)               |                                                                               |
| 2017      | Dr. Jekyll and Mr. Hyde               | Ms. Stevenson                   |                                                                               |
| 2017      | Halloween Pussy Trap Kill! Kill!      | Bridgette's Grandmother         |                                                                               |
| 2018      | Prepper's Grove                       | Gigi                            |                                                                               |
| 2018      | This Is Our Christmas                 | Mrs. Foxworth                   |                                                                               |
| 2018      | Impact Event                          | Amanda                          |                                                                               |